# アラビア語湾岸方言
アラビア語湾岸方言（اللهجة الخليجية el-lahja el-Khalijiyya）は、アラビア語の口語（アーンミーヤ）のひとつで、半島方言に分類される言語。「湾岸の」を意味するハリージー（خليجي Khalījī）とも呼ばれる。ペルシャ湾岸で話されている。その使用範囲はクウェート、イラク、サウジアラビア、バーレーン、カタール、アラブ首長国連邦、イラン、オマーンの海岸地帯である。この方言の下位方言には大きな差はなく、相互に理解可能である。

アラビア語の口語（アーンミーヤ）の方言地図